# 前掌大遗址
前掌大遗址，位于山东省枣庄市滕州市官桥镇前掌大村，是中华人民共和国全国重点文物保护单位之一。

## 保护
前掌大遗址位于滕州市官桥镇前掌大村周围，距市区约25公里。遗址位于滕州市南部薛河中游地区，东邻薛河、西邻小魏河，处于两河交汇处的河旁高地之上。其西约300米为薛城遗址。1964年春，中国科学院考古研究所山东队会同滕县文化馆进行文物普查时发现前掌大遗址，后经历年调查，将遗址初步划定为互不牵涉的3个遗址，即河崖头、陆家陵、南岗子三处。1999年6月，滕州市博物馆对该遗址的分布范围进行了勘探。
2006年12月7日，公布为山东省文物保护单位，2013年5月公布为全国重点文物保护单位，是一座古遗址。